# Bogucin (województwo kujawsko-pomorskie)
Bogucin – wieś w Polsce, położona w województwie kujawsko-pomorskim, w powiecie włocławskim, w gminie Fabianki przy drodze krajowej nr 67.
| SIMC    | Nazwa            | Rodzaj    |
| ------- | ---------------- | --------- |
| 0862546 | Kozłowo          | część wsi |
| 1034018 | Krzyżówki        | część wsi |
| 0862552 | Podlesie         | część wsi |
| 1034120 | Rumunki Boguckie | część wsi |
| 0862569 | Stary Bogucin    | część wsi |

W latach 1975–1998 miejscowość administracyjnie należała do województwa włocławskiego. Według Narodowego Spisu Powszechnego (III 2011 r.) liczyła 925 mieszkańców. Jest czwartą co do wielkości miejscowością gminy Fabianki.
W Bogucinie urodził się Stanisław Mokronowski (1761–1821) – szambelan Stanisława Augusta Poniatowskiego, poseł na Sejm Czteroletni, generał lejtnant wojsk koronnych, uczestnik wojny polsko-rosyjskiej 1792 i insurekcji kościuszkowskiej 1794, bratanek Andrzeja Mokronowskiego.